# Frankfurter Anthologie
Die Frankfurter Anthologie ist eine Sammlung deutschsprachiger und seit dem 4. Oktober 2014 auch fremdsprachiger, ins Deutsche übertragener Gedichte mit Interpretationen, die von Marcel Reich-Ranicki im Jahr 1974 begründet wurde.

## Geschichte und Inhalt
Seit dem 15. Juni 1974 erscheint in jeder Samstagsausgabe der Frankfurter Allgemeinen Zeitung ein Gedicht mit einem Kommentar eines Lyrikkenners. Das Motto dieses Projekts lautet: „Der Dichtung eine Gasse.“ Bis zu seinem Tod im September 2013 wurde die Anthologie von Reich-Ranicki redaktionell betreut, der bis dahin auch die jährlich erscheinenden Buchausgaben herausgab.
In der Folge druckte die Frankfurter Allgemeine Zeitung noch einmal sämtliche Gedichtinterpretationen Reich-Ranickis ab, die zuvor im Rahmen der Anthologie erschienen waren. Im Februar 2014 übernahm zunächst Rachel Salamander die Redaktion und führte die Reihe im Sinne Reich-Ranickis fort, allerdings mit zwei Änderungen seiner Regeln:
1. "Die wichtigste Änderung ist ein Wagnis, ein Experiment: Interpret und Interpretin können fortan auch ein eigenes Gedicht deuten."
2. "Das strikte Verbot der Wiederholung ist von nun an aufgehoben. Die Leser und Leserinnen werden also wieder auf das eine oder andere Gedicht stoßen, aber in ganz anderer Lesart."[1]

Selbstdeutungen von Dichtern erwiesen sich in der Folge als sehr fruchtbar, neue Interpretationen schon früher besprochener Gedichte blieben dagegen eine Seltenheit.
Im Oktober 2014 übernahm Hubert Spiegel die Verantwortung für die Fortführung der Reihe. Er „hat die Frankfurter Anthologie, die vier Jahrzehnte lang ausschließlich der deutschsprachigen Dichtung vorbehalten war, für internationale Lyrik in deutscher Übersetzung geöffnet.“ Am 4. Oktober 2014 wurde zum ersten Mal mit Joseph Brodskys Gedicht Sonett ein Gedicht behandelt, das nicht in deutscher Sprache verfasst wurde: „So wird sich die Frankfurter Anthologie […] künftig der Poesie aus aller Welt widmen: Neben deutschsprachigen Gedichten soll auch fremdsprachige Lyrik behandelt werden, sofern sie in einer angemessenen Übersetzung vorliegt.“ Die Papierausgabe bringt in diesen Fällen nur die deutsche Übersetzung des vorgestellten Gedichts, der fremdsprachige Originaltext sowie Lesungen der (deutschsprachigen) Gedichte sind auf der Webseite der FAZ verfügbar.
Bislang sind über 2000 Gedichte mit Interpretationen in der Frankfurter Anthologie erschienen. Jeweils am Ende eines Bandes der jährlichen Buchausgabe befindet sich ein Verzeichnis sämtlicher bis dahin erschienener Gedichte bzw. Interpretationen mit Band- und Seitenangaben. Im April 2017 erschien im S. Fischer Verlag, Frankfurt am Main, der 40. und bislang letzte Band mit fünfzig neuen Beiträgen. Während die Frankfurter Anthologie sowohl in der Print- als auch in der Online-Ausgabe der Frankfurter Allgemeinen Zeitung unverändert fortgeführt wird, erscheinen keine weiteren Buchausgaben.
Von Johann Wolfgang von Goethe wurden über 125 Gedichte vorgestellt. Aber auch zeitgenössische Dichter und Dichterinnen wie Sarah Kirsch finden hier ihren Platz.
Zu den Interpreten zählen Germanistikprofessoren wie Peter von Matt, Ulrich Karthaus, Journalisten wie Reich-Ranicki selbst und Autoren wie Hans Christoph Buch, Henning Heske, Durs Grünbein, Elfriede Jelinek und Teresa Präauer.

## Preis der Frankfurter Anthologie
Von 1998 bis 2011 wurde jährlich der mit 10.000 Euro dotierte Preis der Frankfurter Anthologie an einen ihrer Interpreten verliehen. Preisträger waren:
- 1998: Peter von Matt
- 1999: Ruth Klüger
- 2000: Wolfgang Werth
- 2001: Wulf Segebrecht
- 2002: Harald Hartung
- 2003: Walter Hinck
- 2004: Hans Christoph Buch
- 2005: Ludwig Harig
- 2006: nicht vergeben
- 2007: Hans-Ulrich Treichel
- 2008: Eva Demski
- 2009: Ulrich Weinzierl
- 2011: Günter Kunert